# Bruderhöhle
Die Bruderhöhle ist eine Höhle im nördlichen Schwarzwald, gelegen am westlichen Hang des Nagoldtals nördlich von Hirsau bzw. westlich von Ernstmühl, beides Stadtteile von Calw.

## Beschreibung
Die Bruderhöhle, ein vom Land Baden-Württemberg geschütztes Naturdenkmal und Geotop, liegt im Mittleren Buntsandstein und entstand durch Verwitterung des anstehenden Gesteins. In den umliegenden Felsformationen gibt es deutliche Klüfte, eine Wabenverwitterung ist erkennbar. Die Höhle ist ca. 12 m lang, 2 bis 3 m hoch und für Besucher ohne Einschränkungen zugänglich. In der Höhle und auch bei Felsblöcken im nahen Umfeld sind teils ausgeprägte Schichtungsstrukturen erkennbar. Ihren Namen erhielt die Höhle vermutlich durch einen um 1480 dort als Eremit lebenden Mönch.
Die Bruderhöhle ist nicht mehr zur Gänze in ihrem ursprünglichen natürlichen Zustand. Die markanteste menschliche Veränderung ist ein kleiner gemauerter Schornstein, der den Höhleninnenraum mit der darüberliegenden Oberfläche verbindet. Außerdem steht im Eingangsbereich eine Bank aus Sandstein vor einer kleinen gemauerten Wand. Am Fußbereich der vor dem Eingang befindlichen natürlichen Säule aus Fels befindet sich seit einigen Jahren (im Jahr 2000 noch nicht vorhanden) ebenfalls Mauerwerk.

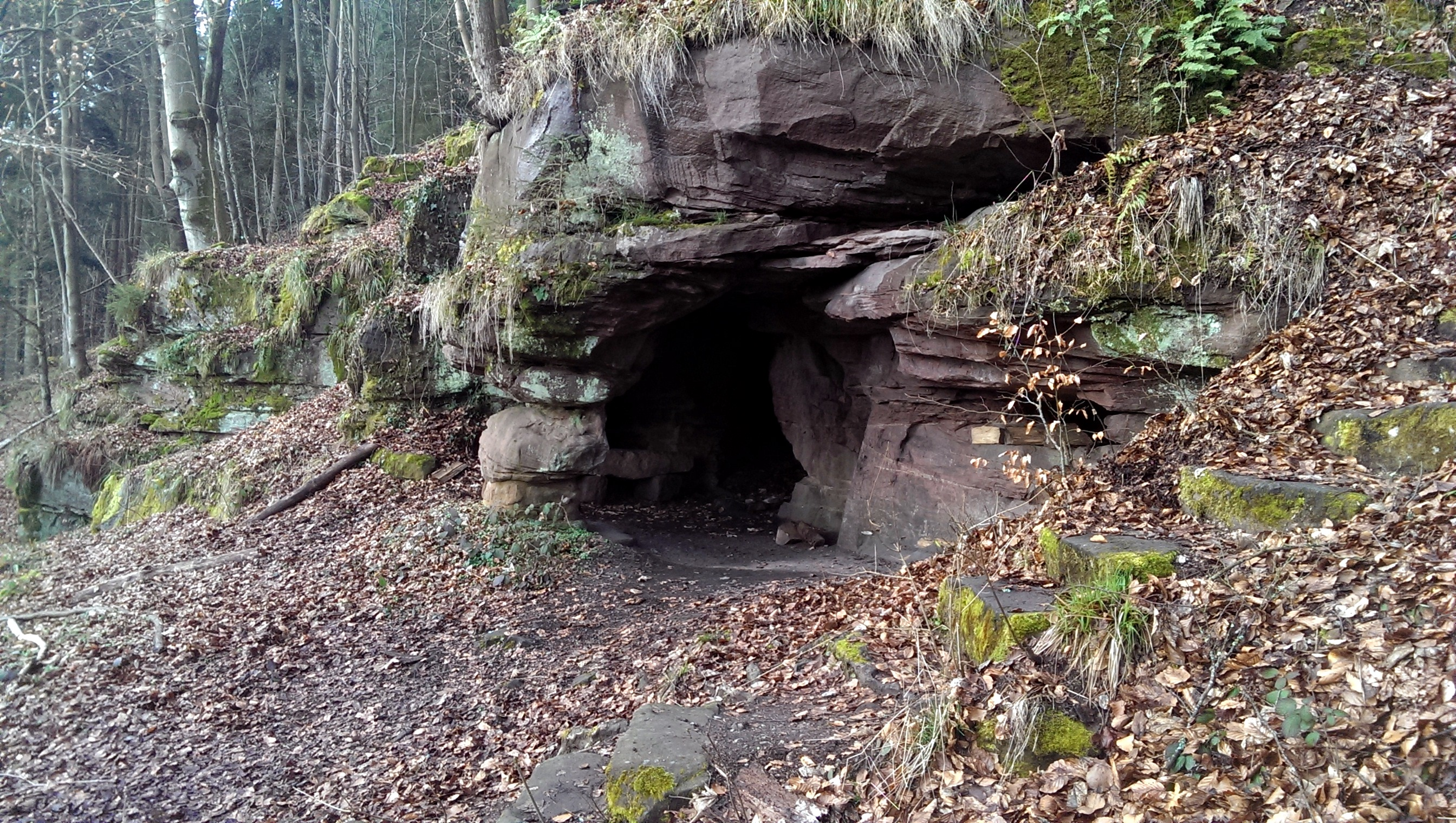
Eingang der Bruderhöhle von Norden betrachtet
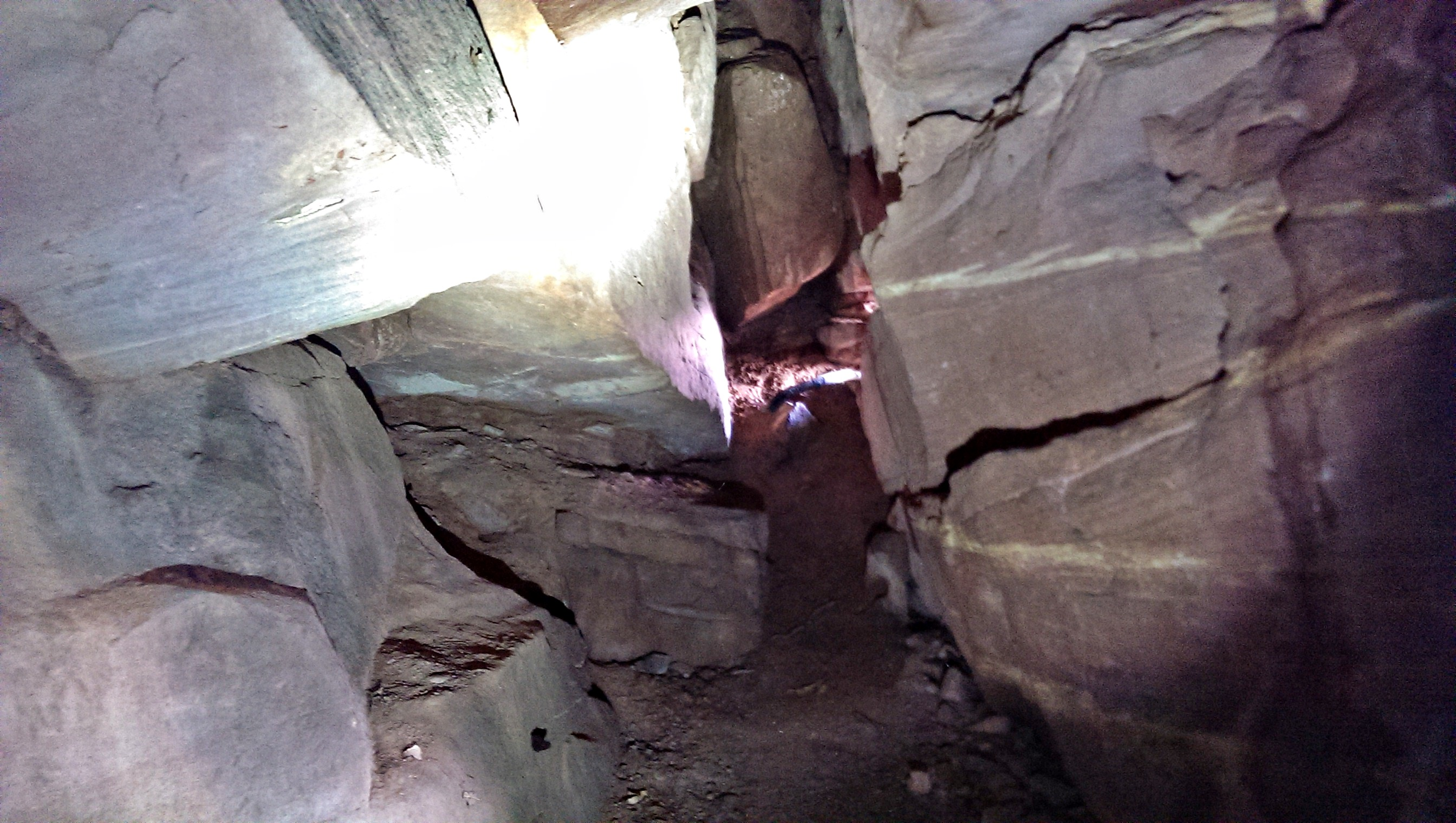
Sandsteinformationen im Inneren der Höhle